# Następcy Tronów (zespół muzyczny)
Następcy Tronów – polski zespół bigbitowy działający w latach 1963–1968.

## Historia
Zespół powstał na fali bigbitu w 1963 w Szczecinie i działał przy lokalnym klubie TSKŻ. Nazwa zespołu nawiązywała do włoskiego filmu o tym samym tytule w reż. Francesco Maselliego z Claudią Cardinale.
W zespole występowali między innymi: Franciszek Gechta, Mieczysław Klajman, Mieczysław Lisak, Sioma Zakalik, Józef Laufgas, Jakub Ciring i Aleksander Kuperberg, a także Wojciech Teszner, Michał Szuman oraz Szurik Alex Chmielnicki. Z zespołem współpracowały również Barbara i Ruta Chmielnickie jako solistki i Sara Ptaszyńska, Tosia Laufgas i Lunia Szyfer jako chórzystki. Technikami zespołu byli Bogdan Puszkarczyk i Allen Żelechowski.
Początkowo zespół wykonywał covery The Beatles i The Kinks, z czasem wypracowując własny repertuar. Autorkami wielu utworów dla Następców Tronów były Krystyna Biercewicz i Luba Zylber oraz Roza Pojman. 
Następcy Tronów wystąpili między innymi w trakcie przeglądu „Na nas czeka zlotowa Warszawa” w Parku Jana Kasprowicza w Szczecinie, a także zajęli pierwsze miejsce na szczeblu wojewódzkim na Festiwalu Młodych Talentów w Szczecinie. Dokonali również nagrań radiowych w Radiu Szczecin (prawdopodobnie jedynym ich zachowanym nagraniem jest utwór pt. Płacz wietnamskich dzieci).
Zespół rozpadł się w 1968 roku na skutek tzw. wydarzeń marcowych.
W 2003 roku wystąpili na jam session w trakcie zlotu marcowych emigrantów Mini-Reunion '68 w Szczecinie.
26 marca 2013 roku w Göteborgu zmarł Mieczysław Lisak. W listopadzie 2024 roku Radio Szczecin poinformowało o śmierci ostatnich żyjących członków Następców Tronów: Siomy Zakalika i Jakuba Ciringa.

## Upamiętnienie
Historyk Eryk Krasucki poświęcił grupie, artykuł pt. Następcy Tronów – żydowski bigbit ze Szczecina, który ukazał się na łamach Biuletynu Instytutu Pamięci Narodowej (nr 11; 2005 rok, s. 61–69).
Zespół wzmiankowany jest również w pozycji Piotra Pęzińskiego pt. Na rozdrożu. Młodzież żydowska w PRL 1956–1968 (Żydowski Instytut Historyczny im. Emanuela Ringelbluma, Warszawa, 2014; ISBN: 978-83-61850-34-2). 
W 2011 roku grupa Pomorzanie nagrała wariację ich piosenki pt. Płacz afgańskich dzieci.
W 2020 roku Łona i Webber nagrali poświęcony Następcom Tronów, utwór pt. Echo, który ukazał się na płycie Śpiewnik domowy.